# سیکامور (ایلینوی)
سیکامور، ایلینوی (به انگلیسی: Sycamore, Illinois) یک شهر در ایالات متحده آمریکا با جمعیت ۱۷٬۵۱۹ نفر است که در ایلی‌نوی واقع شده‌است.

## موقعیت جغرافیایی
موقعیت جغرافیایی شهرها و مناطق اطراف به شرح زیر است: